# Домашний чемпионат Великобритании 1976/1977
Домашний чемпионат Великобритании 1976/77 (англ. 1976–77 British Home Championship), или Домашний международный чемпионат 1976/77 (англ. 1976–77 Home International Championship) — восемьдесят второй розыгрыш Домашнего чемпионата, футбольного турнира с участием сборных четырёх стран Великобритании (Англии, Шотландии, Уэльса и Северной Ирландии). Победу в турнире одержала сборная Шотландии.
Турнир начался 28 мая 1977 года: в Белфасте Англия обыграла Северную Ирландию со счётом 2:1, а в Рексеме Уэльс и Шотландия сыграли безголевую ничью. 31 мая англичане неожиданно проиграли в Лодоне валлийцам со счётом 0:1, а 1 июня шотландцы в Глазго разгромили североирландцев со счётом 3:0. 3 июня Северная Ирландия в Белфасте сыграла вничью с Уэльсом (1:1), а на следующий день Англия проиграла Шотландии на «Уэмбли» со счётом 1:2. После финального свистка ликующие болельщики сборной Шотландии выбежали на футбольное поле «Уэмбли».
События, произошедшие после, английские и шотландские источники описывают по-разному. На сайте Шотландской футбольной ассоциации матч описан как «памятный день», который «остался в памяти многих шотландских болельщиков, имевших честь быть там». Там же с гордостью выделяется 21-летний болельщик сборной Шотландии Алекс Торранс, который стал «национальной знаменитостью» после того, как камеры запечатлели его забравшимся на перекладину ворот футбольных «Уэмбли». Английские же источники уделяют внимание хулиганству и вандализму болельщиков сборной Шотландии, которые вырывали из поля куски газона, а также сломали перекладину ворот и причинили ущерб трибунам. Вечером и ночью шотландские болельщики устроили беспорядки в центре Лондона.

## Турнирная таблица
| Поз | Команда           | И | В | Н | П | МЗ | МП | РМ | О |
| --- | ----------------- | - | - | - | - | -- | -- | -- | - |
| 1   | Шотландия (Ч)     | 3 | 2 | 1 | 0 | 5  | 1  | +4 | 5 |
| 2   | Уэльс             | 3 | 1 | 2 | 0 | 2  | 1  | +1 | 4 |
| 3   | Англия            | 3 | 1 | 0 | 2 | 3  | 4  | −1 | 2 |
| 4   | Северная Ирландия | 3 | 0 | 1 | 2 | 2  | 6  | −4 | 1 |

## Результаты матчей
| Северная Ирландия | 1:2     | Англия                    |
| ----------------- | ------- | ------------------------- |
| Макграт 4′        | (отчёт) | - Ченнон 27′ - Тьюарт 86′ |

| Уэльс | 0:0     | Шотландия |
| ----- | ------- | --------- |
|       | (отчёт) |           |

| Англия | 0:1     | Уэльс             |
| ------ | ------- | ----------------- |
|        | (отчёт) | Джеймс 44′ (пен.) |

| Шотландия                       | 3:0     | Северная Ирландия |
| ------------------------------- | ------- | ----------------- |
| - Далглиш 37′ 79′ - Маккуин 61′ | (отчёт) |                   |

| Северная Ирландия | 1:1     | Уэльс    |
| ----------------- | ------- | -------- |
| Нельсон 46′       | (отчёт) | Диси 27′ |

| Англия            | 1:2     | Шотландия                   |
| ----------------- | ------- | --------------------------- |
| Ченнон 87′ (пен.) | (отчёт) | - Маккуин 43′ - Далглиш 59′ |

## Победитель
| Победитель Домашнего чемпионата 1976/77 |
| Шотландия Сорок первый титул            |

## Бомбардиры
- 3 гола
  -  Кенни Далглиш

- 2 гола
  -  Мик Ченнон
  -  Гордон Маккуин

- 1 гол
  -  Деннис Тьюарт[англ.]
  -  Крис Макграт
  -  Сэмми Нельсон
  -  Ник Диси[англ.]
  -  Лейтон Джеймс